# East Moline
East Moline es una ciudad ubicada en el condado de Rock Island en el estado estadounidense de Illinois. En el Censo de 2010 tenía una población de 21302 habitantes y una densidad poblacional de 557,38 personas por km².

## Geografía
East Moline se encuentra ubicada en las coordenadas 41°31′11″N 90°23′16″O / 41.51972, -90.38778. Según la Oficina del Censo de los Estados Unidos, East Moline tiene una superficie total de 38.22 km², de la cual 38.22 km² corresponden a tierra firme y (0%) 0 km² es agua.

## Demografía
Según el censo de 2010, había 21302 personas residiendo en East Moline. La densidad de población era de 557,38 hab./km². De los 21302 habitantes, East Moline estaba compuesto por el 72.92% blancos, el 12.82% eran afroamericanos, el 0.31% eran amerindios, el 2.03% eran asiáticos, el 0.07% eran isleños del Pacífico, el 8.58% eran de otras razas y el 3.27% pertenecían a dos o más razas. Del total de la población el 19.01% eran hispanos o latinos de cualquier raza.